# Prosopocera somalica
Prosopocera somalica är en skalbaggsart som beskrevs av Teocchi 1985. Prosopocera somalica ingår i släktet Prosopocera och familjen långhorningar.
Artens utbredningsområde är Kenya. Inga underarter finns listade i Catalogue of Life.